# Dywizja Piechoty Ludwiga Ferdinanda von Mondeta
Dywizja Piechoty Ludwiga Ferdinanda von Mondeta – jedna z dywizji w strukturze organizacyjnej wojska austriackiego w czasie wojny polsko-austriackiej w 1809.
Jej dowódcą był feldmarszałek Ludwig Ferdinand von Mondet (1748–1819).
W kwietniu 1809 przebiła się z kierunku Wolicy i Sękocina i dotarła od strony południowo-zachodniej przez Janki do Raszyna.

## Skład w 1809
- 1 Brygada Piechoty Karla Civalarta
- 2 Brygada Piechoty Franza von Pflachera
- 3 Brygada Piechoty Leopolda von Trauttenberga